# Ancienne église de Pieksämäki
L'ancienne église de Pieksämäki  (en finnois : Pieksämäen Vanha kirkko) est une église luthérienne située à  Pieksämäki en Finlande,.

## Histoire
L'église conçue par August Sorsa  est construite en 1753 .
Elle peut accueillir 800 personnes et c'est l'une des plus anciennes églises en bois de Finlande.
Mikael Toppelius a peint la chaire et les plafonds.
Les images de la chaire représentent des personnages importants de la réforme : Martin Luther et Philipp Melanchthon. 
La partie basse du retable date de 1672 et représente des communiants.
La partie supérieure est une copie du tableau de la cathédrale de Kuopio peint par Berndt Abraham Godenhjelm.
Lors de la dernière restauration de 2001–2002, ces précieuses décorations ont été restaurées.

## Galerie

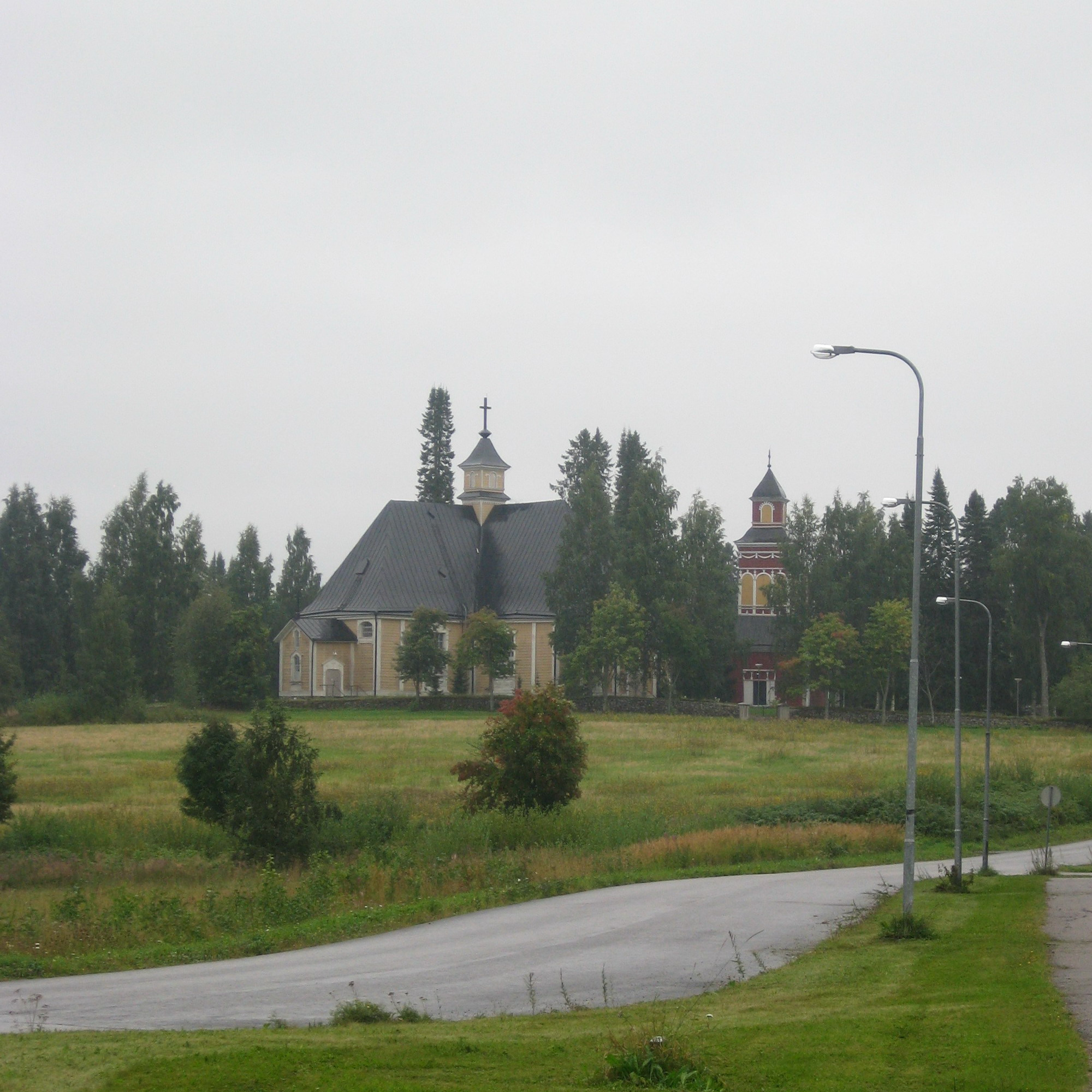
L'église vue du nord-ouest.
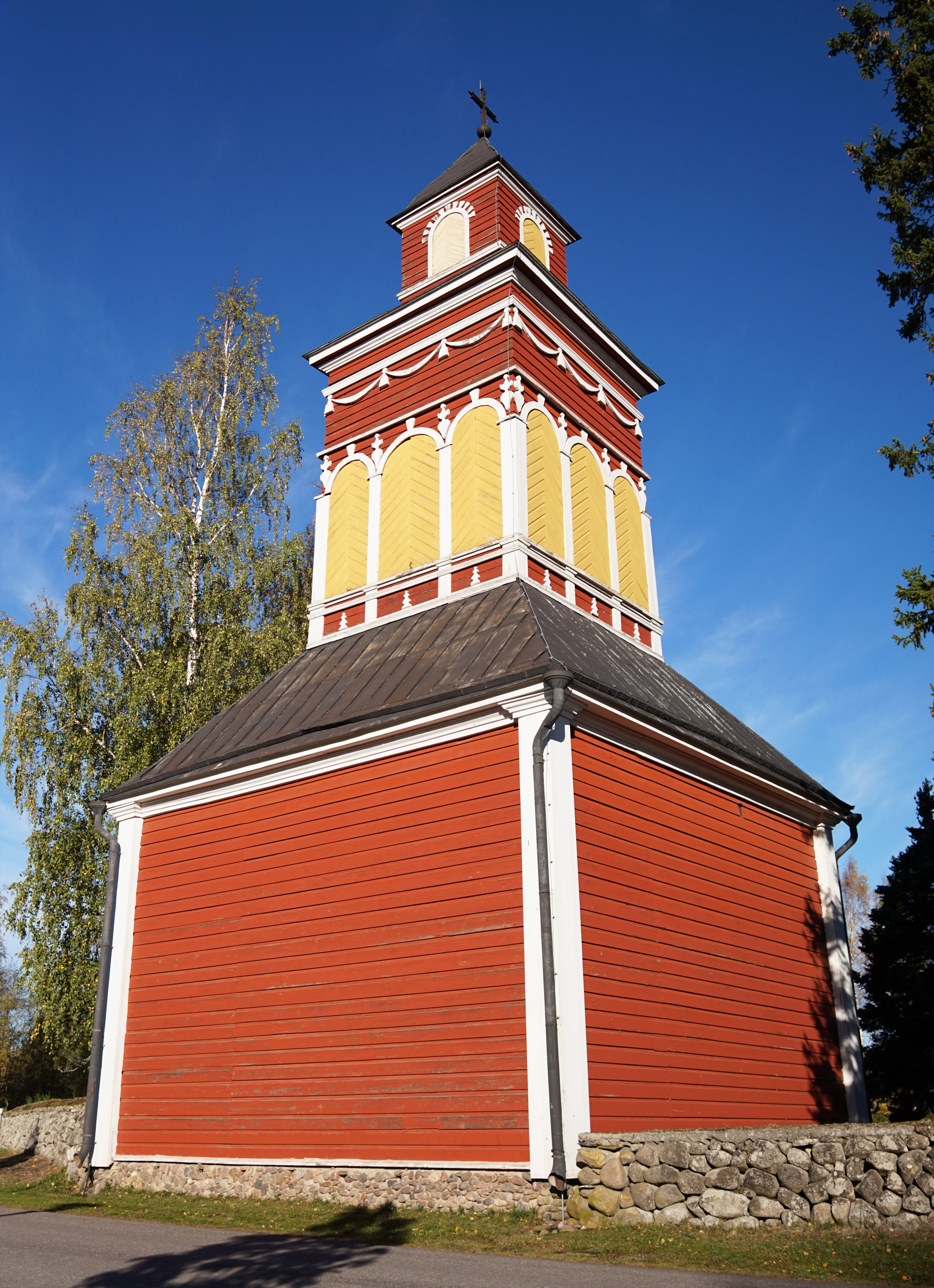
Le clocher.
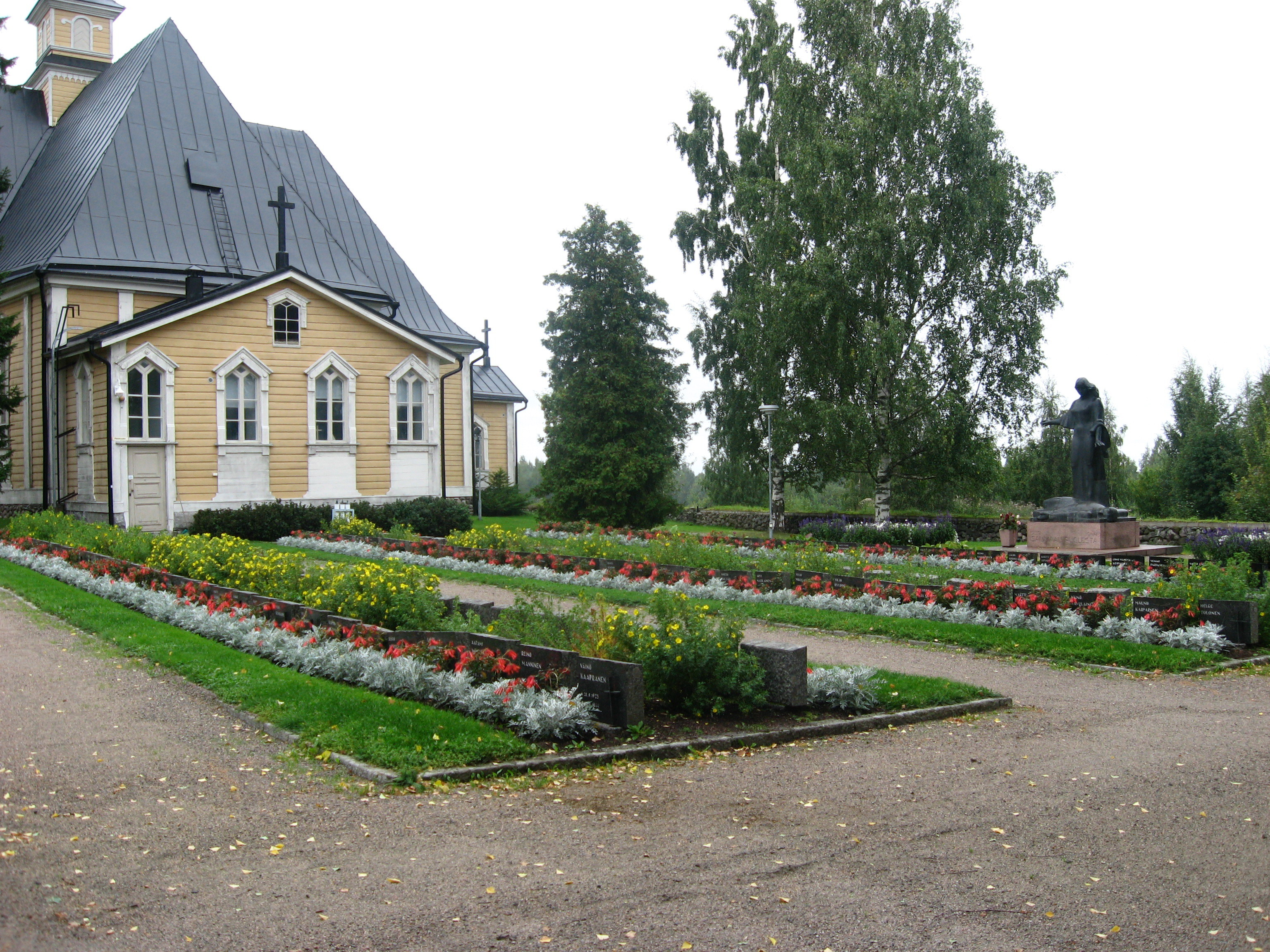
Tombes des héros tombés à la guerre.